# Равжирын Манлай
Равжирын Манлай — (монг. Равжирын Манлай; 8 декабря 1977) — монгольский шашист (международные шашки) и спортивный журналист, чемпион Азии (2016), призёр чемпионатов Азии (серебро — 2013, блиц, бронза — 2010, классика). Международный гроссмейстер. На национальных чемпионатах выигрывал золотую (2007), три серебряные (2008, 2009, 2012) и бронзовую (1995) медали. По итогам чемпионата Азии 2016 получил звание международного гроссмейстера (GMI).
По профессии — журналист, член Правления Ассоциации спортивных журналистов Монголии
FMJD-Id: 13087

## Спортивные достижения
Начал играть в шашки в 1988 году.
2010
Участник Чемпионата Азии по международным шашкам среди мужчин 2010 года (20-24 октября, Улан-Батор, Монголия) — третье место в классике и в блице
2012
Участник Чемпионата мира по международным шашкам среди мужчин (быстрые шашки) (20 августа 2012 года в г. Лилль, Франция в рамках Всемирных Интеллектуальных Игр) — 23 место.
2013
Участник Чемпионата Азии по международным шашкам среди мужчин 2013 (Ташкенте, Узбекистан с 4 по 17 мая). Серебро — быстрые шашки, 14место — классика
2014
Победитель Международного турнира «Brunssum Open»
2016
Участник Чемпионата Азии по международным шашкам среди мужчин 2016 года (Улан-Батор, Монголия) — победитель в классике
2017
Участник чемпионата мира по международным шашкам 2017 года (12 место в полуфинале А).